# Centrarchus macropterus
A Centrarchus macropterus a sugarasúszójú halak (Actinopterygii) osztályának sügéralakúak (Perciformes) rendjébe, ezen belül a díszsügérfélék (Centrarchidae) családjába tartozó faj.
Nemének az egyetlen faja.

## Előfordulása
A Centrarchus macropterus előfordulási területe Észak-Amerika keleti fele. Az USA egyik endemikus hala, amely a Potomac folyórendszertől egészen Marylandig, délfelé pedig Közép-Floridáig és a texasi Trinity folyóig található meg. A legészaknyugatibb állományai Illinois és Indiana államok déli részein élnek.

## Megjelenése
Ez a hal általában 13 centiméter hosszú, azonban 29,2 centiméteresre és 560 grammosra is megnőhet. A sárgás-ezüstfehér testét halvány, vízszintes szürke csíkok, és néhány függőleges sáv díszítik.

## Életmódja
Édesvízi halfaj, amely az iszapos mederfenék közelében él; általában a vízinövények között. A 12-22 Celsius-fokos vízhőmérsékletet és a 6,5-7,5 pH értékű vizet kedveli. Étrendjének nagy részét a félfedelesszárnyúak (Hemiptera) közé tartozó búvárpoloskák (Corixidae) alkotják.
Legfeljebb 6 évig él.

## Szaporodása
A nőstény egy ívási időszak alatt legalább 200 darab ikrát rak.

## Képek

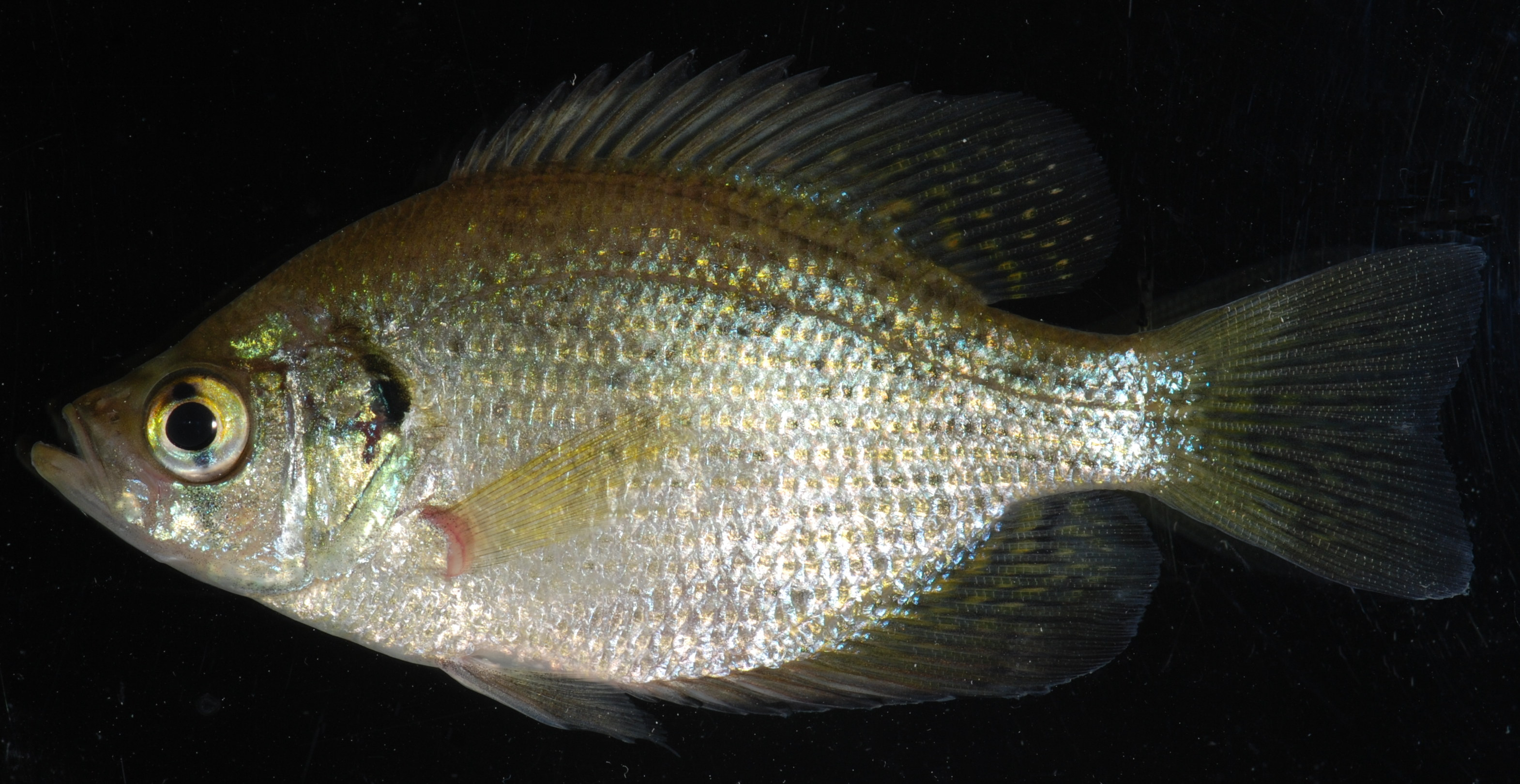
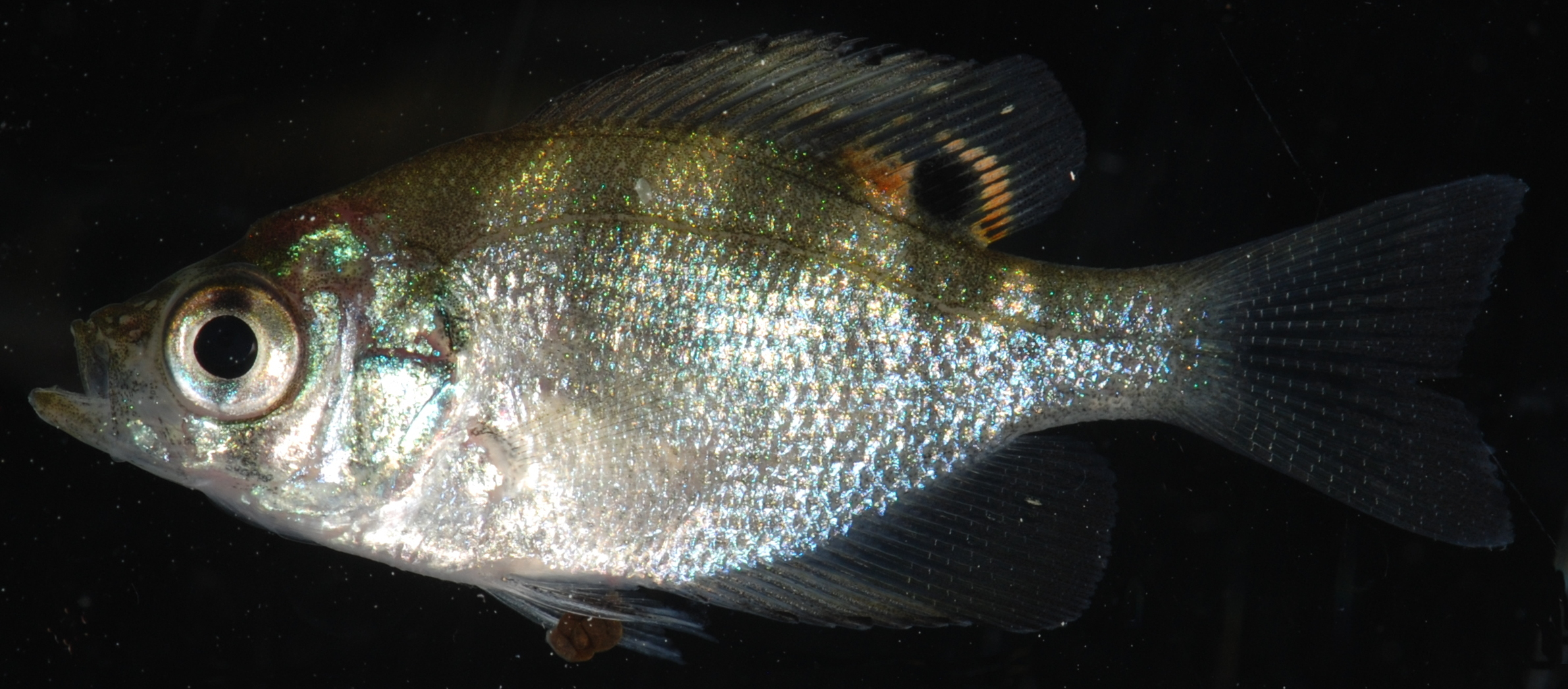
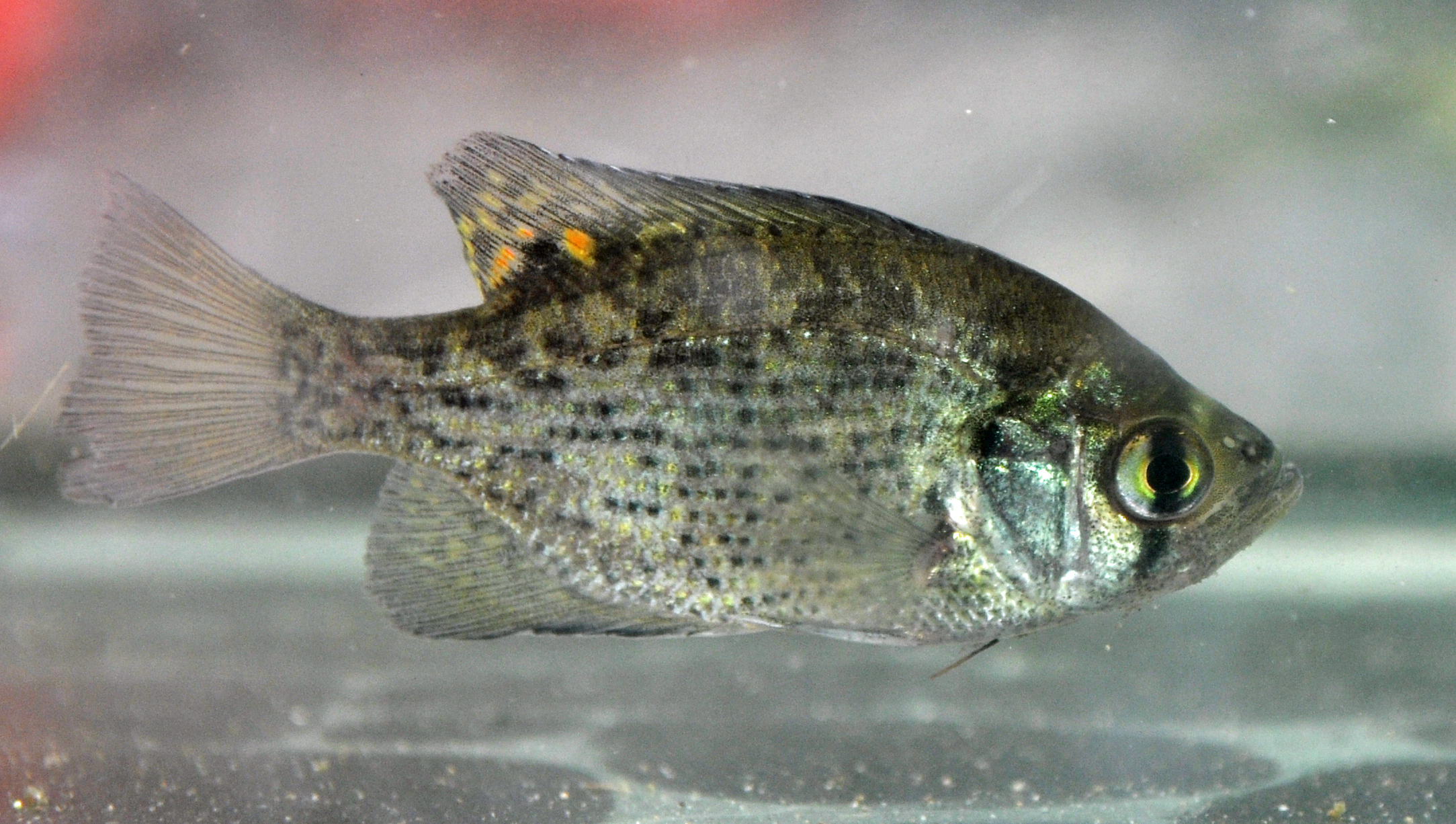
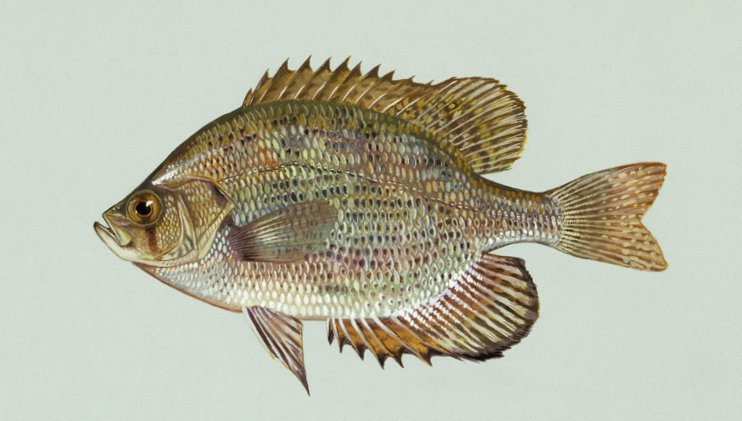

## Felhasználása
Főleg akváriumok számára halásszák.